# Psaume 11 (10)
Pour les articles homonymes, voir Psaume 10 (9 B) et Psaume 12 (11).
Le psaume 11 (10 selon la numérotation grecque) est attribué à David. Il aborde le thème de la justice : quel est le regard de Dieu sur le juste et le méchant ?

## Texte
| verset | original hébreu                                                        | traduction française de Louis Segond | Vulgate latine |
| ------ | ---------------------------------------------------------------------- | --- | --- |
| 1      | לַמְנַצֵּחַ, לְדָוִד:בַּיהוָה, חָסִיתִי--אֵיךְ, תֹּאמְרוּ לְנַפְשִׁי; נודו (נוּדִי), הַרְכֶם צִפּוֹר     | [Au chef des chantres. De David.] C’est en l’Éternel que je cherche un refuge. Comment pouvez-vous me dire : Fuis dans vos montagnes, comme un oiseau ? | [In finem psalmus David] In Domino confido quomodo dicitis animae meae transmigra in montes sicut passer                              |
| 2      | כִּי הִנֵּה הָרְשָׁעִים, יִדְרְכוּן קֶשֶׁת, כּוֹנְנוּ חִצָּם עַל-יֶתֶר--לִירוֹת בְּמוֹ-אֹפֶל, לְיִשְׁרֵי-לֵב   | Car voici, les méchants bandent l’arc, ils ajustent leur flèche sur la corde, pour tirer dans l’ombre sur ceux dont le cœur est droit.                  | Quoniam ecce peccatores intenderunt arcum paraverunt sagittas suas in faretra ut sagittent in obscuro rectos corde                    |
| 3      | כִּי הַשָּׁתוֹת, יֵהָרֵסוּן-- צַדִּיק, מַה-פָּעָל                                        | Quand les fondements sont renversés, le juste, que ferait-il ?                                                                                          | Quoniam quae perfecisti destruxerunt iustus autem; quid fecit                                                                         |
| 4      | יְהוָה, בְּהֵיכַל קָדְשׁוֹ-- יְהוָה, בַּשָּׁמַיִם כִּסְאוֹ:עֵינָיו יֶחֱזוּ-- עַפְעַפָּיו יִבְחֲנוּ, בְּנֵי אָדָם | L’Éternel est dans son saint temple, l’Éternel a son trône dans les cieux ; ses yeux regardent, ses paupières sondent les fils de l’homme.              | Dominus in templo sancto suo Dominus in caelo sedis eius oculi eius in pauperem; respiciunt palpebrae eius interrogant filios hominum |
| 5      | יְהוָה, צַדִּיק יִבְחָן: וְרָשָׁע, וְאֹהֵב חָמָס--שָׂנְאָה נַפְשׁוֹ                             | L’Éternel sonde le juste ; il hait le méchant et celui qui se plaît à la violence.                                                                      | Dominus interrogat iustum et impium qui autem diligit iniquitatem odit animam suam                                                    |
| 6      | יַמְטֵר עַל-רְשָׁעִים, פַּחִים: אֵשׁ וְגָפְרִית, וְרוּחַ זִלְעָפוֹת--מְנָת כּוֹסָם                  | Il fait pleuvoir sur les méchants des charbons, du feu et du soufre ; un vent brûlant, c’est le calice qu’ils ont en partage.                           | Pluet super peccatores laqueos ignis et sulphur et spiritus procellarum pars calicis eorum                                            |
| 7      | כִּי-צַדִּיק יְהוָה, צְדָקוֹת אָהֵב; יָשָׁר, יֶחֱזוּ פָנֵימוֹ                               | Car l’Éternel est juste, il aime la justice ; les hommes droits contemplent sa face.                                                                    | Quoniam iustus Dominus et; iustitias dilexit aequitatem vidit vultus eius                                                             |

## Usages liturgiques

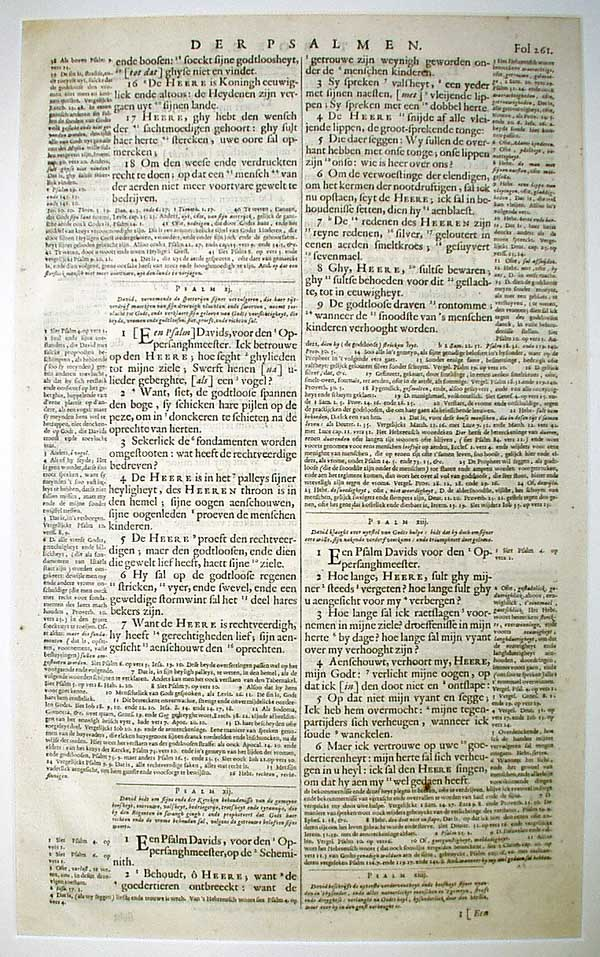
Psaumes 11 et 12 dans une édition biblique savante du XVIIe siècle.

### Dans le christianisme

#### Chez les catholiques
D'après la règle de saint Benoît fixée vers 530, ce psaume était traditionnellement exécuté lors de l'office de prime du mercredi. 
Dans la liturgie des Heures actuel, le psaume 11 est, plus solennellement, récité ou chanté aux vêpres du lundi de la première semaine.